# Novopetrivka, Zaporijjea
Novopetrivka (în ucraineană Новопетрівка) este un sat în comuna Mîkolai-Pole din raionul Zaporijjea, regiunea Zaporijjea, Ucraina.

## Demografie
Componența lingvistică a localității Novopetrivka
     Ucraineană (84,14%)
     Rusă (15,53%)
     Alte limbi (0,33%)
Conform recensământului din 2001, majoritatea populației localității Novopetrivka era vorbitoare de ucraineană (84,14%), existând în minoritate și vorbitori de rusă (15,53%).